# 隋唐五代十国历史年表
Sui		隋 (581-618，计37年)
```
公元	年号		皇帝		备注
----	----		----		-----
581	开皇		文帝(
杨坚
，541-604)称帝建国
587					
科举
开始
589                                     隋平陈，中国统一 
595					音乐家
万宝常
(556?-595?)逝
600					遣隋使(
小野妹子
)入隋
601	仁寿
604 甲子年
604			炀帝(
杨广
，569-617)
605	大业
610					
大运河
竣工
617	义宁		恭帝(
杨侑
，617-618)
618					隋(581-618)亡 
```

Tang/T'ang		唐 (618-690，705-907，计289年)
```
				公元（年）
<------------------------------------------------------------------------------------------
         900          800          700          600          500          400
...........*............*............*............*............*............*..
<---+ 
宋
 					       (Song/Sung， 960-1279)
<----
辽
---+					       (Liao， 907-1125)
    +----+ 
五代
				       (Five Dynasties，907-960)
  +-------+ 
十国
				       (Ten Kingdoms， 902-979)
	  +-----------------
唐朝
-------------+      (Tang/T'ang， 618-907)
						+-
隋
-+ (Sui， 581-618)
(Southern/Northern Dynasties， 386-589)		    +-------
南北朝
----------->
(Jin/Chin， 265-420)						       
晋
 +-->
...........*............*............*............*............*............*..
        900          800          700          600          500          400

公元	年号		皇帝		备注
----	----		----		-----
618	武德		高祖(
李渊
，565-635)称帝建国
626			太宗(
李世民
，599-649)
627	贞观				
玄奘
(Hsuan Tsang，602-664)
印度
取经(629-645)
627					
裴矩
(557-627)逝
638					六祖
惠能
(Hui Neng，638-713)生
638					
虞世南
(558-638)逝
641					
文成公主
(625?-680)嫁
吐蕃
王
松赞干布

641					
欧阳询
(557-641)逝
643					
魏徵
(580-643)逝
645					玄奘(602-664)回洛阳着《
大唐西域记
》
645					
颜师古
(581-645)逝
645					
日本
大化革新

647					
王玄策
出使
天竺
(印度)
648					
房玄龄
(578-648)逝
648					
孔颖达
(574-648)逝
649			高宗(
李治
，628-683)
650	永徽
656	显庆
658					
褚遂良
(596-658)逝
661	龙朔
664 甲子年
664	麟德
666	干封
668	总章
670	咸亨
671					
义净
(635-713)天竺求经
673					画家
阎立本
(-673)逝
674	上元
676	仪凤
679	调露
680	永隆
681	开耀
682	永淳
683	弘道		中宗(
李显
，656-710)
684	嗣圣		睿宗(
李旦
，662-716)
684	文明		（周）武后(
武则天
，Wu Tse-t'ien，625-705)
684	光宅
685	垂拱
686					神会(686-760)生
689	永昌
690	载初
690	天授
692	如意
692	长寿
694	延载
695  证圣
695	天岁
696	万岁登封
696	万岁通天
697	神功
698	圣历
700	久视
700					
狄仁杰
(608-700)逝
701	大足
701	长安
701					
永泰公主
(684-701)被杀，陵墓于1960-1962出土
705	神龙		中宗(李显，656-710)
706					
神秀
(-706)逝
707	景龙
710	唐隆		睿宗(李旦，662-716)
710	景云
712	太极		玄宗(
李隆基
，685-762)俗称
唐明皇
，唐武皇
712	延和
712	先天
713	开元
716					画家
李思训
(651-716)逝
722					行
募兵制

724 甲子年
740					
孟浩然
(689-740)逝
742	天宝
742					
王之涣
(688-742)逝
745					
杨太真
(-756)为贵妃
747					
哥舒翰
(-757)任陇右节度使
747					
高仙芝
远征西域
752					
杨国忠
(-756)任宰相
752					
李林甫
(-752)逝
754					
鉴真
(687-763)赴日开
律宗

755					
安禄山
(An Lu-shan，703-757)乱(755-763)起
755					
王昌龄
(698-755?)逝
756	至德		肃宗(
李亨
)
758	干元
759					
王维
(Wang Wei， 699-759)逝
760	上元
761					
史思明
(-761)被杀
762  宝应 	        代宗(
李豫
)
762					诗仙
李白
(Li Po， 701-762)逝
762					
高力士
(684-762)逝
763	广德
765	永泰
766	大历
770					诗圣
杜甫
(Tu Fu， 712-770)逝
770					
岑参
(715-770)逝
779			德宗(
李适
，742-805)
780	建中
781					
郭子仪
(Kuo Tzu-i， 697-781)逝
784 甲子年
784	兴元
784					
颜真卿
(709-784)逝
785	贞元
798					
吕洞宾
(798-)生
804					日僧
空海
(Kukai，774-835)，
最澄
(Saicho，767-822)随遣唐使东来
805	永贞		顺宗(
李诵
，-806)
805			宪宗(
李纯
，-820)
806	元和
808					
牛僧孺
，
李宗闵
與
李德裕
党争起
816					
李贺
(790-816)逝
819					
韩愈
(768-824)上奏《
论佛骨表
》
819					
柳宗元
(773-819)逝
820			穆宗(
李恒
，-824)
821	长庆
824			敬宗(
李湛
，-826)
825	宝历
826			文宗(
李昂
，809-840)
827	太和
831					
元稹
(779-831)逝
834					
薛涛
(768?-834?)逝
836	开成
839					日本最后遣唐使入唐，
圆仁
随行.
840			武宗(
李瀍
，-846)
841	会昌
841					
会昌废佛
(841-845)
842					
刘禹锡
(772-842)逝
844 甲子年
846			宣宗(
李忱
，-859)
846					
白居易
(Po Chu-i， 772-846)逝
847	大中
853					
张彦远
着《
历代名画记
》
853					
杜牧
(803-853)逝
858					
李商隐
(813-858)逝
859			懿宗(
李漼
，-873)
860	咸通
865					
柳公权
(778-865)逝
868					
鱼玄机
(844?-868?)被杀
870					
温庭筠
(812-870)逝
872（唐咸通十三年）耶律阿保机生于迭剌部霞濑益石烈（契丹语，乡）耶律弥里（今内蒙古阿鲁科尔沁旗东）。母为宣简皇后萧氏(萧岩只斤)。在他出生时，契丹的贵族阶层正在为争夺联盟首领之位而打得不可开交。阿保机的祖父匀德实在残酷的政治斗争中被杀，父亲和叔叔伯伯们也逃离出去，躲了起来。祖母对于这时出生的阿保机非常喜爱，但又担心他被仇人加害。因此常将他藏在别处的帐内，不让他见外人。《辽史》上说他“身长九尺，丰上锐下，目光射人，关弓三百斤”!
873			僖宗(
李儇
，-888)
874	干符
874					
王仙芝
(-878)乱起
875					
黄巢
(-884)乱起
880	广明
881	中和
885	光檽
888	文德		昭宗(
李敏
，-904)
889	龙纪
890	大顺
892	景福
894	
宁
898	光化
901	天复
904 甲子年
904	天佑		哀帝(
李柷
，892-908)
907					唐(618-907)结束 
```

Five Dynasties	五代 (907-960，计54年)
Later Liang	后梁 (907-923，计17年)
```
公元	年号		皇帝		备注
----	----		----		-----
907	开平		太祖(
朱全忠
，852-912)

911	干化
913			末帝(
朱友贞
，-923)
915	贞明
921	龙德
923					后梁(907-923)亡 
```

Later Tang	后唐 (923-936，计13年)
```
公元	年号		皇帝		备注
----	----		----		-----
923	同光		庄宗(
李存勖
，-926)
925			明宗(
李嗣源
，-933)
926	天成
930	长兴
933			闵帝(
李从厚
，-934)
934	应顺
934	清泰		废帝(
李从珂
，-936)
936					后唐(923-936)亡 
```

Later Jin/Chin 后晋 (936-946，计11年)
```
公元	年号		皇帝		备注
----	----		----		-----
936	天福		高祖(
石敬瑭
，892-942)
942			出帝(
石重贵
)
944	开运
946					后晋(936-946)亡 
```

Later Han	后汉 (947-950，计4年)
```
公元	年号		皇帝		备注
----	----		----		-----
947	天福		高祖(
刘知远
，-948)
948	乾佑		隐帝(
刘承祐
，-950)
950					后汉(947-950)亡 
```

Later Zhou	后周 (951-960，计10年)
```
公元	年号		皇帝		备注
----	----		----		-----
951	广顺		太祖(
郭威
，-954)
954	显德		世宗(
柴荣
，-959)
954					出废佛令
959			恭帝(
柴宗训
)
960					后周(951-960)亡，五代(907-960)结束 
```

Ten Kingdoms	十国 (902-979，计78年) 
```
902		
吴
立(902-937)
904 甲子年
907		
王建
(847-918)立
前蜀
(907-925)
907		
吴越
立(907-978)
907		
楚
立(907-951)
907		
南汉
立(907-971)
909		
闽
立(909-945)
924		
南平
(荆南)立(924-960)
925			前蜀亡
934		
孟知祥
立
后蜀
(934-965)
937		
李璟
立
南唐
(937-975)，都金陵
937			吴亡
945			闽亡
951		
北汉
立(951-979)
951			
楚
亡
958			后周行均田法
960			南平(荆南)亡
961			南唐(937-975)|后主(
李煜
，937-978)即位
964 甲子年
965			后蜀亡
971			南汉亡
975			南唐亡
978			吴越王
钱俶
降宋，吴越亡
979			北汉亡
979			十国(902-979)结束
```